# Hakuo Yanagisawa
Hakuo Yanagisawa (Japans: 柳澤伯夫, Yanagisawa Hakuo) (Fukuroi, Shizuoka, 18 augustus 1935) is een Japanse politicus die lid is van de Liberaal-Democratische Partij. Hij studeerde rechten aan de Universiteit van Tokio.

## Carrière
Sinds juni 1980 is hij lid van het Lagerhuis. Hij werd reeds achtmaal herkozen in zijn district. Yanagisawa wordt beschouwd als een financieel expert. In juli 1998 werd hij door toenmalig minister-president Keizo Obuchi benoemd tot hoofd van het National Land Agency. In oktober 1998 werd hij als minister verantwoordelijk voor de Financiële Reconstructie. Nadien bleef hij op deze post in de daaropvolgende kabinetten van Yoshiro Mori (in 2000) en Koizumi in 2001. In 2001 werd hij als minister verantwoordelijk voor de financiële diensten. In 2002 nam hij ontslag na een dispuut met Heizo Takenaka, de toenmalige minister van Economische Zaken en Fiscale Politiek, over het gebruik van belastinggeld om banken in nood te helpen. In september 2006 werd hij onder minister-president Shinzo Abe minister van Gezondheid, Arbeid en Welzijn.